# Cèl·lula de Müller
La glia de Müller, o cèl·lules de Müller, són un tipus de cèl·lula glial retinal, reconeguda i descrita per primera vegada per Heinrich Müller. Es troben a la retina dels vertebrats, on serveixen com a cèl·lules de suport per a les neurones, com totes les cèl·lules glials. Són el tipus més comú de cèl·lula glial que es troba a la retina. Tot i que els seus cossos cel·lulars es troben a la capa nuclear interna de la retina, s'estenen per tota la retina.
La funció principal de les cèl·lules de Müller és mantenir l'estabilitat estructural i funcional de les cèl·lules retinals. Això inclou la regulació de l'entorn extracel·lular mitjançant la captació de neurotransmissors, l'eliminació de restes, la regulació dels nivells de K+, l'emmagatzematge de glicogen, l'aïllament elèctric dels receptors i altres neurones, i el suport mecànic de la retina neural.